# 柯倫維爾 (堪薩斯州)
柯倫維爾（英語：Curranville）為位在美國堪薩斯州克勞福德縣的非建制地區。

## 歷史
此社區境內的郵政局於1905年4月22日開設，期間持續營運直到1915年4月15日終止。
此社區設立於1906年。

## 外部連結
- 克勞福德縣地圖：近期地圖 （页面存档备份，存于）， 歷史地圖 （页面存档备份，存于）